# Епідуральна анестезія

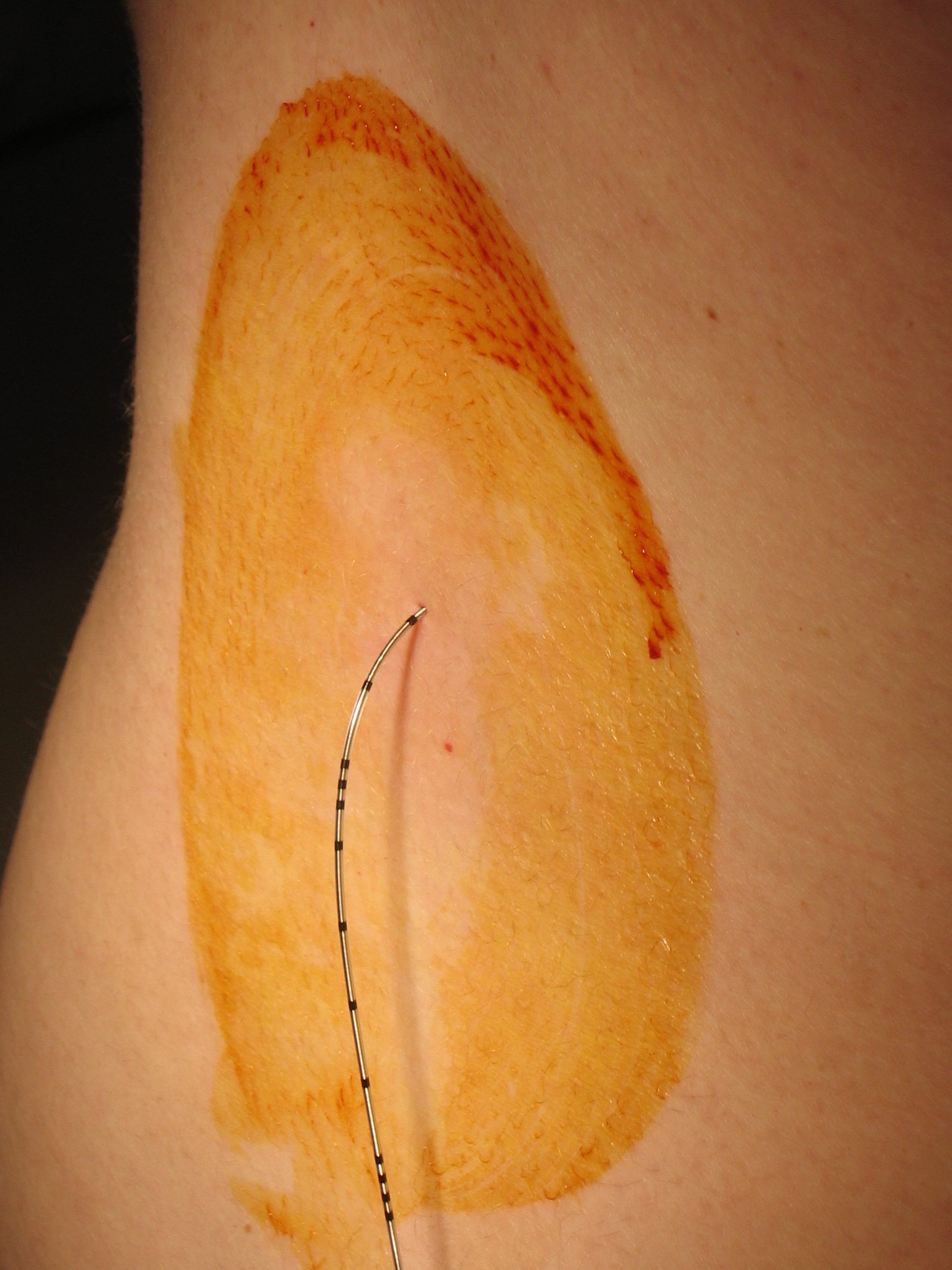
Епідуральний катетер у місці введення. Операційне поле оброблено антисептиком. Видно позначки глибини на катетері

Епідуральна анестезія — один з методів локальної анестезії, при якій лікарські препарати вводять в епідуральний простір хребта через катетер. Ін'єкція приводить до втрати больової чутливості (анальгезія), втрати спільної чутливості (анестезія) або до розслаблення м'язів (міорелаксація)[джерело?].
Механізм дії епідуральної анестезії пов'язаний, переважно, з проникненням препаратів через дуральні муфти у субарахноїдальний простір, і внаслідок цього, блокадою проходження нервових імпульсів (у тому числі больових) по корінцевих нервах у спинний мозок.

## Принцип
У людському організмі спинний мозок і корінці спинного мозку оповиті спеціальною твердою оболоною мозку. Епідуральний простір оточує цю оболону і проходить вздовж хребта. Ін'єкція анестетичного засобу в епідуральний простір спричинює втрату больової чутливості.

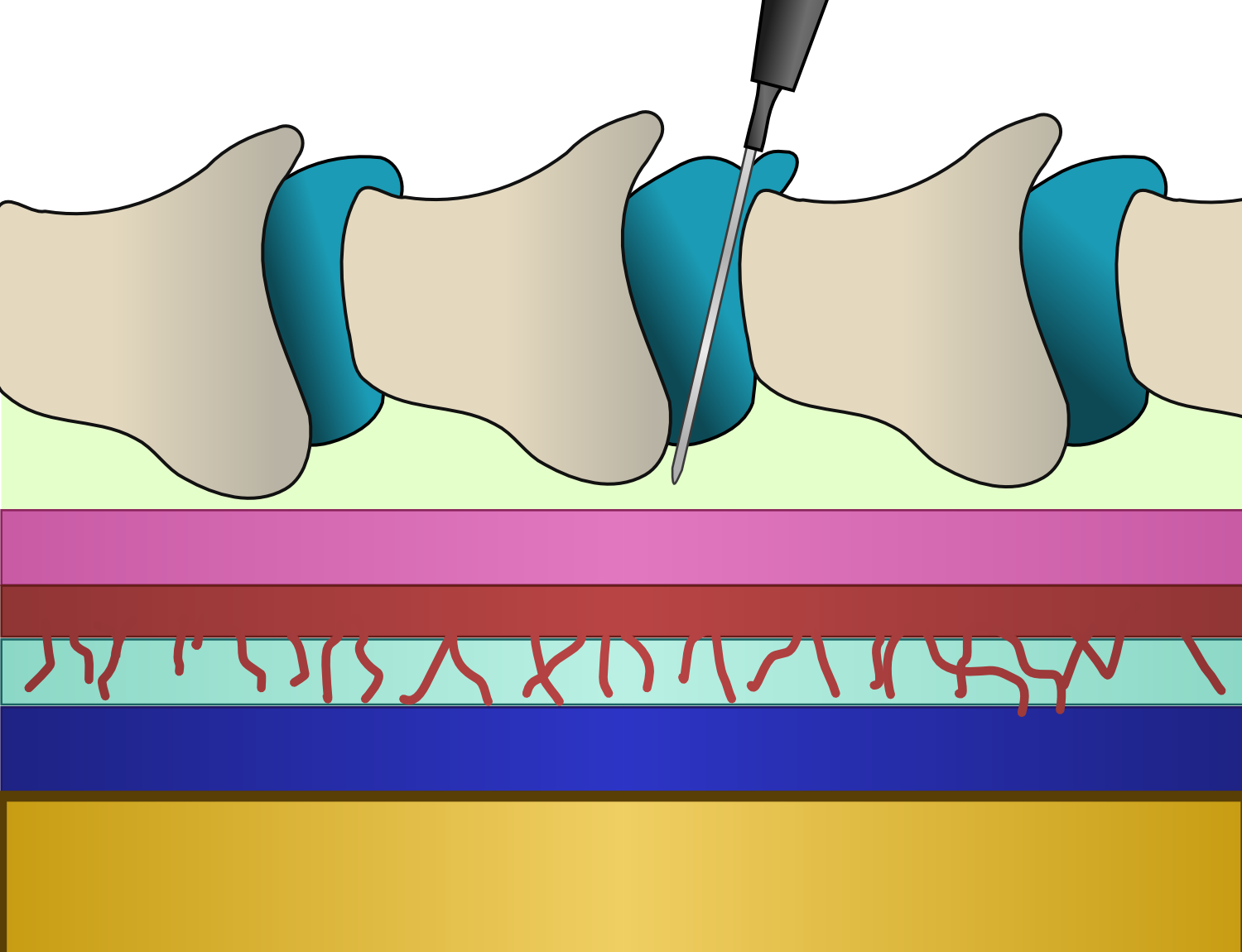
Схема: поздовжній розріз хребта з введеною епідуральною голкою. Пояснення у тексті

Полегшення болю відбувається завдяки блокуванню передачі больових імпульсів по нервових закінченнях спинного мозку.
На відміну від субарахноїдальної, епідуральна анестезія не призводить до міорелаксації та втрати спільної чутливості[джерело?], тому її використовують при пологах.

## Застосування
Залежно від області застосування, виконання епідуральної анестезії (анальгезії) може бути пов'язане з більшим або меншим ризиком. Анальгезія грудей, живота, паховой області та ніг менш ризикована, ніж анальгезія шиї і рук. Анальгезія голови за допомогою епідуральної анестезії неможлива, тому що сенсорна іннервація голови здійснюється через черепно-мозкову нервову систему.
Епідуральна анестезія може застосовуватися:
- Для місцевого знеболювання. У разі відсутності хірургічного втручання, наприклад, при пологах.
- Як доповнення до спільної анестезії. Епідуральна анестезія може знизити потребу у опіоїдах під час деяких операцій (гістеректомія, лапаротомія та ін.).
- Як повна анестезія. Деякі операції (наприклад, кесарів розтин) можуть виконуватися під епідуральною анестезією. Пацієнти зазвичай залишаються у свідомості, однак доза для такої анестезії значно вища, ніж для місцевого знеболювання.
- Для післяопераційного знеболювання. Препарати вводять впродовж декількох днів. Пацієнту дається можливість контролювати кількість введеного препарату для зниження болю.
- Як лікування болю у спині. Ін'єкції анальгетиків і стероїдів в епідуральну область можуть знімати деякі види болю у спині.

## Застосовувані препарати
Для епідуральної анестезії застосовуються спеціально призначені (особливо очищені і які не містять консервантів) розчини для епі- та субдурального введення. Найчастіше застосовують місцеві анестетики — лідокаїн, бупівакаїн і ропівакаїн.
Для посилення дії місцевих анестетиків у розчин для епідуральної анестезії нерідко додають опіати, наприклад, морфін, фентаніл, промедол, бупренорфін. При цьому дози опіатів набагато менші, чим при введенні у вену або внутрішньом'язово, а якість забезпечення анальгезії і її тривалість краща. При епідуральному введенні опіатів значно рідше бувають характерні для опіатів побічні ефекти — нудота, блювання, пригнічення дихання, запаморочення і т. д., оскільки у такий спосіб введення настає спінальна, а не центральна опіатна анальгезія. Так, введення 5 мг морфіну у вену здатне забезпечити адекватне знеболення при післяопераційному болю на 4-6 годин, а введення всього 1 мг морфіну в епідуральний простір забезпечує стійке зникнення болю на 18-24 годин.
Інші компоненти, що часто додають у розчин для епідуральної анестезії — клонідин (клофелін), кетамін. При цьому теж потрібні набагато менші дози, ніж при системному введенні, і вдається уникнути побічних ефектів (зниження артеріального тиску в разі введення клонідина, галюцинацій і тривоги — у разі додавання кетаміна). Вкрай рідко у розчин додають фізостигмін, препарат, чия анальгетична активність заснована на посиленні проведення «протибольових» (антиноцицептивних) імпульсів у холинергічних волокнах, на противагу болючим імпульсам, які передаються по симпатичних волокнах.

## Епідуральна анестезія при пологах
Епідуральна анестезія вважається ефективним і достатньо безпечним методом знеболювання. Проте, цей метод є медичним втручанням, відповідно має свої протипоказання і ускладнення. До специфічних ризиків відносяться ризик збільшення тривалості пологового періоду і необхідність використання інструменту (щипців, вакуум-екстрактора) аж до оперативного втручання, а також індивідуальна алергічна реакція на анестетичний препарат.

## Методика епідуральної анестезії

### Ідентифікація епідурального простору
Голка потрапляє в епідуральний простір, як тільки її кінець проходить через жовту зв'язку, відсуваючи тверду мозкову оболону. Утворюваний від'ємний тиск підтверджує ту думку, що епідуральний простір являє собою лише потенційно наявний канал. Точна ідентифікація моменту потрапляння голки в епідуральний простір знижує ризик пошкодження твердої мозкової оболони. Методи ідентифікації епідурального простору ділять на дві основні категорії: методика «втрати спротиву» і методика «висячої краплі».
Методика «втрати спротиву» — найпоширеніший спосіб ідентифікації епідурального простору. Проведення голки через шкіру у міжостисту зв'язку відчувається як значущий спротив. Коли кінець голки входить у товщу міжостистої зв'язки, мандрен витягають і до голки доєднують шприц, заповнений повітрям або ізотонічним розчином натрію хлориду. Якщо спроба ввести розчин зустріне значущий супротив або буде неможлива, то кінець голки дійсно перебуває у товстішій міжостистій зв'язці і її можна просувати вперед.
Контролювати просування голки можна двома способами. Один полягає в тому, що голку з під'єднаним шприцем повільно безупинно просувають вперед лівою рукою, а правою постійно спричиняють тиск на поршень шприца. Під час потрапляння кінця голки в епідуральний простір різке знижується супротив і поршень легко просуває вперед. Другий спосіб полягає в тому, що голку просувають поступовими рухами, за один раз подаючи її вперед на декілька міліметрів, після чого припиняють і обережно натискають на поршень шприца, намагаючись визначити за відчуттями — чи перебуває голка ще у товщі зв'язок, або ж супротив уже утрачено і вона потрапила в епідуральний простір. Другий спосіб швидше і практичніше, але вимагає деякого досвіду, щоб вчасно зупинитися й уникнути перфорації твердої мозкової оболони.
Використовуючи методику «втрати спротиву», можна вводити ізотонічний розчин натрію хлориду або повітря, в залежності від необхідності. Є ймовірність того, що бульбашки повітря можуть бути причиною неповної або мозаїчної блокади, але це можливо лише при введенні значних обсягів повітря. 
Методика «висячої краплі». Голку (краще з щитком) вводять глибоко у міжостисту зв'язку, після чого видаляють мандрен. До павільйону голки підвішують краплю рідини — найчастіше ізотонічного розчину натрію хлориду. Поки голка просувається через щільні зв'язки, крапля не зміщується. Після пункції жовтої зв'язки й потрапляння кінця голки в епідуральний простір «висяча крапля» зникає у просвіті голки під дією негативного тиску. Однак, якщо голка виявиться обтурированою, то крапля не буде втягуватись з павільйону у просвіт голки й вона буде просуватися вперед аж до того моменту, коли поява цереброспинальної рідини засвідчить перфорацію твердої мозкової оболони. Слід зазначити, що методику «висячої краплі» застосовують тільки дуже досвідчені анестезіологи. Також дана методика використовується для близькосрединного доступу.

### Рівень пункції епідурального простору.
Епідуральна пункція може виконуватися на рівні всіх чотирьох відділів хребта: шийного, грудного, поперекового, крижового.
Епідуральна анестезія на поперековому рівні виконується з використанням серединного або близькосерединного доступу.
- Серединний доступ. Хворого укладають, обробляють область пункції розчином антисептика і вкривають стерильною операційною білизною. Міжостистий проміжок LIV-LV перебуває на рівні лінії, яка єднає гребні клубових кісток. Найлегше пальпувати проміжки між LIII-LIV #і LIV-LV. Шкіру інфільтрують розчином місцевого анестетика і відтак перфорирують голкою розміром 18 G. В отвір вводять голку для епідуральної пункції та просувають її вперед і паралельно вище розташованому остистому відростку (тобто у злегка краніальному напрямку). При потраплянні у зв'язки по серединній лінії до павільйону голки приєднують шприц, і при подачі розчину слід упевнитися у відчутті спротиву. Дуже важливо відчути супротив зв'язок саме у цей момент, оскільки інакше можуть виникнути помилкові відчуття втрати спротиву при випадковому потраплянні голки у м'язові тканини або жирові відкладення, що призведе до ін'єкції анестетика не в епідуральний простір, і блокада не відбудеться. Після відчуття спротиву зв'язок голку просувають вперед до входу в епідуральний простір, який ідентифікують за втратою спротиву (методику див. вище).
- Близькосерединний доступ. До нього вдаються у тих випадках, коли попередні хірургічні втручання або дегенеративні зміни хребта серйозно перешкоджають використання серединного доступу. Ця методика складніше для початківців, тому що голка проходить через м'язові тканини, минаючи надостисту і міжостисту зв'язки, і відчуття спротиву виникає тільки під час пункції жовтої зв'язки. Хворого вкладають, оброблюють область пункції розчином антисептика і вкривають стерильною операційною білизною — всі як для серединного доступу. Шкіру інфільтрирують розчином місцевого анестетика на 2-4 см латеральної нижньої точки выщерозташованого остистого відростка. Товстою голкою перфорирують шкіру, в утворений отвір вводять епідуральну голку і направляють її до серединной лінії в злегка краніальному напрямку. Просувати голку слід з таким розрахунком, щоб вона перетнула уявну серединну лінію на глибині 4-6 см від поверхні. Після того як голка пройде через шкіру, до неї приєднують шприц; у міру проходження через м'язові тканини буде відчуватися деякий спротив подавальному зі шприця розчину. Цей незначний супротив слід верифікувати неодноразово, поки раптове зростання спротиву не засвідчить потрапляння у жовту зв'язку.

Крім спротиву, потрапляння у жовту зв'язку спричинює характерне відчуття чогось жорсткого, грубого. Несподіване відчуття втрати спротиву в міру просування через жовту зв'язку означає, що голка потрапила в епідуральний простір. Труднощі, зв'язані з проведенням стандартного епідурального катетера через голку Туохи, можуть бути обумовлені поєднанням вигнутого кінця голки з рогом близькосерединного доступу, що придає занадто косий напрямок просуванню катетера. Зважаючи на ці фактори, деякі анестезіологи віддають перевагу використанню при близькосерединному доступі на поперековому рівні пряму голку Кроуфорда.
Епідуральна анестезія на грудному рівні технічно складніша, чим на поперековому, а ризик пошкодження спинного мозку вище. Тому дуже важливо, щоб до проведення торакальної епідуральної анестезії анестезіолог досконало опанував серединний і близькосерединний доступом для пункції епідурального простору на поперековому рівні. Позаяк остисті отростки грудних хребців нахилені вниз і частково перекривають один одного, епідуральну анестезію у грудном відділі частіше виконують за допомогою близькосерединного доступу, хоча іноді використовують і серединний.
- Серединний доступ. Обидва доступи для торакальної епідуральної анестезії забезпечують блокаду дерматомів, відповідний сегментам спинного мозку в області введення анестетика. Міжостисті проміжки в цьому відділі найкраще ідентифікуються у положенні хворого сидячи. У верхньому грудном відділі остисті відростки хребців нахилені під гострішим кутом, тому голку тут слід направляти більш краніально. Товщина надостистої та міжостистої зв'язки значно менше, ніж у поясничном відділі, тому жовта зв'язка тут зазвичай перебуває на глибині не більш ніж 3-4 см від поверхні шкіри. Раптова втрата спротиву свідчить про потрапляння в епідуральний простір. При пункції епідурального простору краніальніше поперекового відділу можливий прямий контакт з спинним мозком. Якщо при спробі пункції епідурального простору виник інтенсивний пекучий біль, слід подуматьи передусім про прямий контакт голки зі спинним мозком і рекомендовано негайно витягти голку. Повторні контакти з кісткою без потрапляння у зв'язки або епідуральний простір є показом до використання близькосерединного доступу.
- Близькосерединний доступ. Ідентифікуються міжостисті проміжки, шкіру інфільтрують розчином місцевого анестетика на 2 см латеральніше нижньої точки вищерозташованого остистого відростка. Голку вводять майже перпендикулярно до шкіри, під невеликим рогом до серединної лінії (10-15°) до контакту з пластинкою або ніжкою хребця. Після цього голку відтягують назад і направляють у спробі уникнути контакту з пластинкою хребця. Якщо це виходить, то кінець голки повинен перебувати у контакті з жовтою зв'язкою. До голки приєднують шприц і її просувають вперед, використовують методику втрати спротиву або висячої краплі. На відміну від близькосерединного доступу у поясничном відділі, відстань, яку повинна подолати голка у грудном відділі до перетину жовтої зв'язки, набагато коротший, епідуральний простір досягається швидше.

### Введення анестетика
Введення місцевого анестетика в епідуральний простір незмінно починається з ін'єкції тест-дози. З цією метою зазвичай застосовують 3-5 мл місцевого анестетика (наприклад, лідокаїна) у поєднанні з адреналіном у пропорції 1:200 000. Тест-дозу можна вводити як через пункційну голку, так і через катетер. Теоретично, попередня ін'єкція місцевого анестетика через голку трохи розтягує епідуральний простір, послаблює проведення катетера. З іншого боку, не виключено, попереднє введення анестетика через голку може завуалювати парестезії під час проведення катетера. Клінічний досвіду показує, що тест-дозу можна вводити як через голку, так і через катетер, обидві тактики характеризуються високим ступенем вдалої установки катетера і мінімальним ризиком пошкодження нервових структур. Якщо тест-доза потрапила у кровоносну судину, то через 30-60 с частота серцевих скорочень збільшиться на 20 %. При ін'єкції у субарахноїдальний простір впродовж 3 хв розвинуться симптоми спинномозкової анестезії.
Введення місцевого анестетика дробними дозами — важлива міра безпеки при епідуральній анестезії. Багато анестезіологи вважають, після тест-дози слід вводити не більше 5 мл анестетика одномоментно, і кожна наступна ін'єкція повинна виконуватися після попередньої аспіраційної проби, щоб не пропустити випадкового пошкодження твердої мозковой оболони або судини. Зменшення разової дози до 5 мл і дотримання інтервала між ін'єкціями не менше 3-5 хвилин значно зменшує вираженність ускладнень при ненавмисному введенні місцевого анестетика у субарахноїдальний простір або кровоносну судину. Потрапляння 5 мл анестетика у субарахноїдальний простір може привести до відносно високої субарахноїдальної блокади, але в кожному разі це краще, ніж тривала тотальна спинномозкова блокада при випадковому введенні всієї розрахункової дози.
Вибір анестетика і його концентрації залежить від характеру і тривалості майбутньої операції, а також від бажаної інтенсивності сенсорної моторної блокади. Як і при спинномозковій анестезії, додавання опіоїдів до місцевих анестетиків потенціює епідуральну анестезію.
Застосування катетера дозволяє використовувати анестетики як короткої, так і тривалої дії. Якщо використовується методика однократної ін'єкції, то застосовують анестетики середньої тривалості або тривалої дії. Наприклад, ортопедичне втручання на нижніх кінцівках вимагають повної сенсорной блокади у поєднанні з поміркованою або вираженою моторною блокадою. Це можна забезпечити за допомогою наступних анестетиків:
- 3 % розчину хлоропрокаїну, для якого характерний швидкий початок дії, повна сенсорна і виражена моторна блокада;
- 1,5-2 % розчин лідокаїну або мепівакаіну — при середній швидкості розвитку ефекту вони забезпечують хорошу сенсорну і моторну блокаду;
- 0,5-0,75 % розчин бупівакаїну починає діяти повільно, характеризується глибокою сенсорною блокадою і моторною блокадою різного ступеня. Нижчі концентрації бупівакаїну не підходять для втручань, де вимагається адекватна моторна блокада.
- 0,08 % ропівакаїн має меншу кардіотоксичність, в порівнні з бупівакаїном, та володіє диференційованим сенсо-моторним блоком, що дозоляє зберегти рухливість при відсутності чутливості при виконання епідурального знедолення пологів. Така методика називається — ропістезія

## Фактори, що впливають на епідуральну анестезію
Точна доза місцевого анестетика при епідуральній анестезії залежить від багатьох факторів, але у спрощеному вигляді вона становить 1-2 мл розчину анестетика на кожний сегмент спинного мозку, котрий необхідно блокувати. Це означає, наприклад, що під час пункції на поперековому рівні необхідний великий обсяг анестетика, щоб забезпечити сенсорну й моторну блокаду при втручанні на органах черевної порожнини. І, навпаки, для сегментарної блокади достатньо меншої дози — приклади включають анестезію на поперековому рівні для знеболення у пологах, анестезію на середньогрудному рівні для знеболення після операцій на органах верхнього поверху черевної порожнини або після торакальных втручаннь.
Доза анестетика коливається у рекомендованих межах, тому що дія препарату всередині епідурального простору несе не цілком передбачуваний характер. Окрім того, обсяг і конфігурація епідурального простору вельми варіабельні та змінюються з віком. Припускається, що при епідуральній анестезії у місцевого анестетика є дві анатомічні точки прилягання:
1. розташовані епідуральні нервові корінці та спинномозкові вузли, куди препарат надходить після дифузії через міжхребетні отвори;
2. субарахноїдальний простір, куди препарат надходить або шляхом дифузії через тверду мозкову оболону, або через дуральні муфти у міжхребтових отворах, або через епідуральний лімфатичний стовбур.

Доза місцевого анестетика визначається обсягом і концентрацією введеного розчину. Якщо при одній такій самій дозі варіювати обсяг і концентрацію розчину, то фізіологічна реакція на введення анестетика може змінюватися. При великім обсязі і низькій концентрації місцевий анестетик спричинить сенсорную блокаду на високому рівні й слабо виражену моторну блокаду, тоді як малі обсяги концентрованого анестетика, навпаки, приведуть до потужної сенсорної і моторної блокади на низкому рівні. При низьких концентраціях моторна блокада практично не досягається, тому слабоконцентровані розчини призначені для сенсорної блокади.
Катетеризація епідурального простору дозволяє вводити розрахункову дозу дрібно, декількома прийомами.
Ефективність епідуральної анестезії оцінюють окремо по кожній модальности. Симпатичну блокаду оцінюють по кожній температурі, сенсорну — за допомогою уколу голкою, рухову — по шкалі Бромеджа, яка визначає можливість повного згинання у колінному і гомілкостопному суглобі як «відсутність блокади», можливість повного згинання у колінному суглобі та неспроможність підняти впрямлену ногу як «часткову блокаду», неспроможність зігнути ногу в коліні при збереженому згинанні стопи як «майже повну блокаду», і відсутність рухів у нижній кінцівці як «повну блокаду».
Повторні дози препарату слід вводити до того моменту, коли інтенсивність блокади зменшиться і хворий почне відчувати біль. Для визначення цього моменту найкраще підходить оцінка рівня сенсорної блокади. При епідуральній анестезії характерною особливістю кожного анестетика є «час двосегментарної регресії», тобто проміжок часу, необхідний для зниження максимального рівня сенсорної блокади на два сегменти. Із закінченням часу двосегментарної регресії слід ввести одну третину або половину від початкової дози анестетика. Деякі анестезиологи віддають перевагу тому, щоб вводити повторні дози через визначений тимчасовий інтервал, не чекаючи клінічних змін і керуючись власним досвідом роботи з препаратом, але такий підхід внаслідок варіабельності реакції може привести до занадто високого або, навпаки, занадто низкького рівня блокади.
Дозу, необхідну для досягнення адекватного рівня анестезії, знижують у літніх пацієнтів у зв'язку зі зменшенням у них обсягу або розтяжності епідурального простору. Одна і та ж доза або обсяг препарату в літнього пацієнта спричинить понад високу блокаду, ніж у молодого. Титрування дози в залежності від клінічного ефекту — кращий спосіб адекватного забезпечення епідуральної анестезії в осіб літнього віку.
При епідуральній анестезії у дорослих не існує чіткої кореляції між вагою тіла і розповсюдженням анестетика у краніальному напрямку. Можливе виключення з цього правила — особи з вираженим ожирінням, у яких зниження обсягу епідурального простору вимагає зменшення дози.
Зріст хворого, навпаки, робить деякий вплив на краніальне розповсюдження анестетика в епідуральному просторі. При рості нижче 150 см слід вводити анестетик з розрахунком 1 мл на сегмент, тоді як у вищих хворих дозу збільшують до 2 мл на сегмент. Існують достатньо складні розрахунки дози для хворих вище 150 см, але на практиці спершу вводять середньорозрахункову початкову дозу, а наступні дози титрують по клінічному ефекту.
При хірургічних втручаннях у зоні іннервації великих нервів L5-S1 і S2 слід зважати, що якщо вводити анестетик у положенні пацієнта сидячи (це можна зробити однократно через голку), то велика кількість препарату безпосередньо впливає на корінці, що збільшують імовірність успішної блокади.
Ефекти від введення вазоконстрікторів в епідуральний простір не дуже хорошо вивчені. При додаванні адреналіну до бупівакаїну час двухсегментарної регрессії не збільшувався, тоді як при додаванні адреналіну до підокаїну або мепівакаїну багато анестезіології відзначають явне збільшення тривалості дії. При епідуральній анестезії застосовують великі дози місцевих анестетиків. Додавання вазоконстрикторів у розчин місцевого анестетика зменшує абсорбцію анестетика у системний кровоток і поєднані ускладнення, а також обмежує краніальне розповсюдження анестетика. Окрім того, вазоконстриктори покращують якість блокади.
Комерційні доступні розчини місцевих анестетиків мають pH від 3,5 до 5,5, що обумовлене вимогою хімічної стабільності і асептики. Як слабкі основи, при такому pH вони існують головним чином у йонізованій формі. У той час як концентрація іонізованої фракції визначає розповсюдження анестетика в епідуральному просторі, від концентрації неіонізованної фракції залежать надходження анестетика через мембрану нервових клітин і, відновідно, швидкість наступного ефекту. Ці закономірності привели до створення різних модифікацій розчинів місцевих анестетиків, включаючи карбонірування і додавання бікарбонату натрію з метою підвищення pH розчину до фізіологічного безпосередньо перед ін'єкцією. Утворюване збільшення концентрації неіонізованної фракції приводить до прискорення наступу ефекту і, можливо, до поглиблення блокади. Такий підхід використовують для анестетиків, розчини яких не втрачають своїх властивостей прі збільшенні pH до фізіологічного, до їх числу відносяться лідокаїн, мепівакаїн і хлоропрокаїн. Розчин бупівакаїну, навпроти, преципітує при pH вище 6,8.

## Неефективна епідуральна блокада
Успішність епідуральної анестезії залежить від багатьох факторів. Слабка сенсорна блокада на низькому рівні може бути обумовлена недостаточною початковою дозою або обсягом анестетика, або ж занадто раннім початком операції, коли між ін'єкцією і хірургічним розрізом пройшло мало часу й анестетик не встиг розподілитися.
Іноді причиною неефективної анестезії може бути мозаїчна блокада. Анатомія епідурального простору варіабельна, деякі дослідники навіть виявили у ньому перегородку, розташовану на серединній лінії. Подальше дослідження підтвердило таку можливість, але тканина перегородки виявилась проникною і тою, що не представляє бар'єру для диффузії. Введення катетера більше ніж на 4 см за межі голки можуть привести до відхилення його від середньої лінії або до міграції до ділянки муфти твердої мозкової оболони, що загрожує неадекватним або односторонним розподілом анестетика в епідуральному просторі. Якщо таке сталося, то хворого слід повернути на бік, відповідний стороні неадекватної анестезії, і повторити ін'єкцію: цей маневр іноді дозволяє розв'язати проблему. Неефективність епідуральної анестезії іноді проявляється як слабка рухова блокада, в цьому випадку слід збільшити концентрацію анестетика або змінити його на другий препарат.
Одною з причин неефективної епідуральної анестезії є недостатня блокада крижових сегментів, особливо при втручаннях на дистальних відділах нижніх кінцівок. Ймовірні причини розглянуті вище і зумовлені великим діаметром нервових корінців. Введення першої дози анестетика у положені хворого сидячи дозволяє звести до мінімуму цю проблему. Якщо недостатня блокада крижових сегментів опинилася виявленою вже після обробки операційного поля, то підйом головного кінця операційного стола і повторна ін'єкція анестетика іноді дозволяють поглибити блокаду.
Вісцеральні болі під час операцій на черевній порожнині зв'язані з роздратуванням очеревини. Навіть якщо для операцій на нижньому поверсі черевної порожнини достатньо блокади нижнєгрудних сегментів, то при високої імовірності тракції і стимуляції внутрішньочеревних структур (наприклад, пахової зв'язки, сім'яного канатика)слід додатково блокувати верхньогрудинні сегменти.
Скрутна або неефективна епідуральна анестезія може бути обумовлена деякими технічними факторами. При ненавмисній пункції твердої мозкової оболони слід витягти голку і виконати пункцію на другому рівні. Іноді у подібному випадку, використовуючи відповідний розчин місцевого анестетика, можна провести спинномозкову анестезію. Можлива перфорація твердої мозкової оболони катетером при вірному положенні голки. Це верифікується закінченням спинномозкової рідини, анестезіолог може використати катетер для тривалої спинномозкової анестезії або видалити катетер і виконати епідуральну пункцію знову.
Рідко зустрічається, але дуже підступне явлення — катетеризація субдурального простору. Мабуть, це відбувається при частковій пункції твердої мозкової оболони, коли спинномозкова рідина не потрапляє у просвіт голки, але вводити катетер проходити у субдуральний простір. Спинномозкова рідина не може бути аспірована. Наслідки випадкового введення анестетика в субдуральний простір надзвичайно варіюють. Є повідомлення про дуже високу односторонню блокаду з випаданням будь-якої модальності, не дивлячись на повну анестезію з протиположної сторони. Наприклад, описані повна сенсорна блокада за відсутності рухової та повна моторна блокада при незначній сенсорній. Початок дії повільний і ефект не відповідає кількості анестетика, що вводиться. За відсутності мієлографії діагноз можна поставити тільки методом виключення.
Другою технічною помилкою, яка призводить до неефективної епідуральної анестезії, є канюляція епідуральної вени голкою або катетером. Якщо відбулася пункція вени голкою, то її видаляють і пункцію повторюють. Якщо з катетера аспирується кров, то його слід підтягнути, промити ізотонічним розчином натрію хлориду і провести повторну аспірацію. Зазвичай катетер не проходить далеко у просвіт вени. Введення тест-дози анестетика з адреналіном дозволяє швидко розпізнати внутрішньовенне розташування катетера по характерній реакції симпатичної нервової системи.
Ще одна причина неефективної епідуральної блокади — помилкове відчуття втрати спротиву. У деяких молодих людей зв'язки хребта м'які й супротив ін'єкції не настільки виразний, як зазвичай. Анестезіолог може помилково думати, що голка увійшла в епідуральний простір, тоді як вона перебуває у міжостистій зв'язці. У хворого може бути кистозна дегенерація тканини зв'язок і потрапляння голки у цю область може відчуватись як втрата спротиву. Подібним чином помилкове відчуття втрати спротиву може виникати при потраплянні голки у м'язовий масив при відхиленні від серединної лінії.

## Методика комбінованої епідуральної анестезії
Премедикація проводиться за загальноприйнятою методикою. За 5-10 хв до операції на операційному столі внутрішньовенно вводили наступні препарати:[джерело?]
- Атропін — 0,007-8 мг/кг — 0,5 мл 0,1 % розчину
- Димедрол — 0,15 мг/кг — 1 мл 1 % розчину
- Діазепам — 0,15 мг/кг — 1,5-2 мл 0,5 % розчину
- Промедол — 0,2 — 0,25 мг/кг — 0,5-1 мл 2 % розчину.

Проведення комбінованої епідуральної анестезії при операціях на нижньому поверсі очеревин, промежини, нижніх кінцівках представляється менш трудоемким для лікаря анестезіолога-реаніматолога.
У цих випадках можливо проведення анестезії без допоміжної ШВЛ і дозування гіпнотиків[уточнити термін], що вводяться додатково, аналогічно дозуванням при комбінованій провідниковій анестезії.
Більш серйозного ставлення до себе вимагає комбінована епідуральна анестезія при торакальних операціях і операціях на стравоході.
Рекомендується в такій ситуації пацієнтам передопераційну підготовку проводити в умовах відділення реанімації і інтенсивної терапії.
Враховуючи обсяг і травматичність майбутньої операції, всім пацієнтам попередньо з метою забезпечення надійного венозного доступу катетеризують центральну вену з подальшим моніторингом центрального венозного тиску (ЦВТ), як одного з показників волемічного статусу.[джерело?]
Бажано встановити катетер в епідуральний простір заздалегідь, не відволікаючись на цю процедуру у день операції.
У відділку реанімації і інтенсивної терапії додатково проводиться інфузійна терапія, профілактична антибактеріальна терапія, превентивна анальгезія, симптоматична терапія.
Особливе місце займає попереднє «водне навантаження» безпосередньо перед операцією. Об'єм рідини, яка вводиться, повинен становити не менше 8-10 мл/кг, причому якісному складу приділяється більше значення. 30-40 % обсягу, який вводиться, повинен представляти плазмозамінник з висловленою «експандерною» дією, бажано представник групи гідроксиетилкрохмалів.
Введення анестетика проводиться дрібно. Перша доза, рівна ? спільній розрахунковій дозі вводиться безпосередньо на операційнім столі до введення у наркоз. Основна доза місцевого анестетика зводиться дрібно впродовж 10-15 хв після інтубації і переведенню пацієнта на ШВЛ.
Надалі, з метою уникнення небажаних від'ємних гемодинамічних зрушень рекомендується постійне введення розчину місцевого анестетика з наркотичним препаратом за допомогою шприцевої помпи у звичайній розрахунковій дозі.
Переконавшись у том, що дислокації катетера нема, пацієнта вводять у стан наркозу за загальноприйнятою методикою.
Індукція у наркоз проводиться шляхом введення кетаміна у дозі 1,5-2 мг/кг впродовж 1-2 хвиль з наступним введенням 5-10 мг діазепама і тест-дози ардуана (0,5-1 мг). Після втрати свідомості йде ін'єкція 0,1-0,2 мг фентанила і дитиліна у дозі 1,5-2 мг/кг. Після інтубації трахеї протягом всього періоду анестезії ШВЛ проводиться сумішшю повітря з 40-60 % кисню.
Підтримання анестезії здійснюється дрібним введенням каліпсола (1,5-2 мг/кг/ч), фентаніла (0,0045-0,0005 мкг/кг/ч) на тлі введення пропофола з розрахунку 4-6 мг/кг/ч.
У найбільш травматичні етапи операції приходиться поглиблювати нейровегетативний захист за рахунок додаткового введення наркозных препаратів.
При проведенні комбінованої епідуральної анестезії у порівнянні з тотальною внутрішньовенною анестезією за умови ШВЛ вдається досягти:
- зменшення спільної кількості наркотичних препаратів;
- зменшення спільної кількості м'язових релаксантів;
- скорочення пори постнаркозної депресії свідомості і дихання;
- скорочення пори перебування пацієнта на ШВЛ після операції;
- досягнення надійної нейровегетативної блокади;
- можливості адекватного післяопераційоного знеболювання без зловживання наркотичними препаратами;
- профілактики післяопераційних порушень моторно-эвакуаторної функції кишки.

## Ускладнення
Ускладнення після епідуральної анестезії достатньо рідкісні. Прогноз спільного ризику — 1 на кожні 23 000 — 50 000 випадків; ризик ускладнень від епідуральної анестезії під час пологів ще нижче — 1 на кожні 80 000.
Можливі ускладнення:
- Приблизно у 1 з 20 хворих не досягається необхідний рівень анальгезії. Знеболювання мозаїчне або відсутнє.
- У пацієнтів з коагулопатією можливе утворення епідуральної гематоми, якщо при виконанні процедури було випадково пошкоджено епідуральне венозное сплетіння
- Резорбтивне токсична дія бупівакаїна
- Великі дози місцевого анестетика або ад'юванта можуть бути токсичними для пацієнта
- Ненавмисна пункція твердої мозкової оболони
  - Безпосередньо пункція товстою епідуральною голкою може привести до витікання ликвора в епідуральний простір, що, своєю чергою, може привести до постпункційного головного болю. Тяжкість його і тривалість широко варіюється, однак зазвичай минає без наслідків через декілька днів. У виняткових випадках біль може зберігатись роками.
  - Якщо катетер був введений у субарахноїдальний простір, але не проводилась верифікація з допомогою тест-дози, то введення стандартних для епідуральної анестезії доз місцевого анестетика приведе до високого блоку (паралічу дихання і зупиненню серцевої діяльності)
- При установці катетера на грудному рівні, можливо пошкодження спинного мозку і розвиток паралічу.